# برنارد كورنويل
برنارد كورنويل (بالإنجليزية: Bernard Cornwell)‏، الحائز على رتبة الإمبراطورية البريطانية (ولد في 23 فبراير عام 1944)، هو مؤلف إنجليزي لروايات تاريخية وتاريخ حملة واترلو. اشتُهر برواياته عن حامل البندقية في الحروب النابليونية، ريتشارد شارب. كتب أيضًا قصص السكسون / «ذا لاست كينغدوم (المملكة الأخيرة)» حول الملك ألفريد وبناء إنجلترا.
كتب في البداية روايات حول تاريخ اللغة الإنجليزية ضمن خمس سلاسل، وسلسلة من روايات الإثارة المعاصرة. تتميز رواياته التاريخية بملاحظة نهائية حول كيفية تطابقها أو اختلافها عن التاريخ، وما قد يراه المرء في المواقع الحديثة للمعارك الموصوفة. كتب كتابًا غير خيالي عن معركة واترلو، بالإضافة إلى القصة الخيالية للمعركة الشهيرة في سلسلة «شارب». تحولت اثنتان من سلسلة الرواية التاريخية إلى مسلسلات تلفزيونية: سلسلة شارب التلفزيونية التي عرضتها محطة آي تي في، وذا لاست كينغدوم التي عرضتها محطة بي بي سي. يعيش في الولايات المتحدة مع زوجته متنقلًا بين كيب كود بولاية ماساتشوستس وتشارلستون بولاية كارولاينا الجنوبية.

## سيرته الذاتية
ولد كورنويل في لندن عام 1944. كان والده الطيار الكندي ويليام أووتريد وكانت والدته الإنجليزية دوروثي كورنويل، عضو بالقوات الجوية المساعدة النسائية. تبنته عائلة ويغنز وربته في ثندرسلاي، إسكس؛ كان أفراد العائلة أعضاء في الشعب الغريب، وهي طائفة صارمة من دعاة السلام الذين حرّموا العبث بجميع أنواعه، بالإضافة إلى الطب حتى عام 1930. كرد فعل على تربيته من قبل عائلة من المسيحية الأصولية، كبر رافضًا جميع الأديان وأصبح ملحدًا.
بعد وفاة والده بالتبني، غير اسمه الأخير من ويغنز إلى كورنويل، اسم والدته الحقيقية قبل زواجها. قبل ذلك، استخدم برنارد كورنويل كاسم مستعار. التقى بوالده لأول مرة عندما كان عمره 58 عامًا، بعد أن أخبر أحد الصحفيين في أثناء جولته، «ما أردت رؤيته في فانكوفر هو والدي الحقيقي». التقى هناك بأخوته غير الأشقاء، الذين كان يتشارك معهم بالعديد من الصفات، وتعرف على أنسابه.
أُرسل كورنويل إلى مدرسة مونكتون كومب في مقاطعة سومرست. قرأ التاريخ في كلية لندن الجامعية بين عامي 1963 و1966، وعمل كمدرس بعد التخرج. حاول أن يلتحق في القوات المسلحة البريطانية ثلاث مرات على الأقل، لكنه رُفض بسبب معاناته من قصر النظر.

## مهنته
عندما كان طفلًا، أحب كورنويل روايات سي. إس. فورستر التي تؤرخ مغامرات الضابط البحري البريطاني الخيالي هوراشيو هورنبلاور خلال الحروب النابليونية. فوجئ عندما علم بعدم وجود رواية تتبع حملة اللورد ولنغتون على الأرض، لذلك كتب هذه السلسلة بنفسه—مدفوعًا بالحاجة إلى دعم نفسه من خلال الكتابة. كان بطل الرواية الرئيسي حامل بندقية يشارك في معظم المعارك الكبرى في حرب الاستقلال الإسبانية، وأخذ اسم الشخصية من لاعب الرغبي ريتشارد شارب.
أراد كورنويل أن يبدأ السلسة بحصار بطليوس لكنه قرر بدلًا من ذلك أن يبدأ ببضع روايات ك«إحماء». كتب روايتي شاربس إيغل وشاربس غولد، ونُشرت كلتاهما في عام 1981. كتب عن بطليوس في رواية شاربس كومباني التي نشرت عام 1982. عقد صفقة حول سبعة كتب مع الناشر هاربر كولنز، بعد تعيينه توبي إيدي كوكيل أعماله.

## روابط خارجية
- برنارد كورنويل على موقع IMDb (الإنجليزية)
- برنارد كورنويل على موقع إن إن دي بي (الإنجليزية)
- برنارد كورنويل على موقع ديسكوغز (الإنجليزية)
- برنارد كورنويل على موقع قاعدة بيانات الفيلم (الإنجليزية)